# Região Metropolitana de Salvador
A Região Metropolitana de Salvador (RMS), também conhecida como Grande Salvador, foi instituída pela lei complementar federal número 14, de 8 de junho de 1973. Com 3 623 647 habitantes segundo a estimativa para 2024 do Instituto Brasileiro de Geografia e Estatística (IBGE), passa a ser a terceira maior aglomeração urbana do Nordeste brasileiro (segundo o censo de 2010), e a oitava do Brasil, além de ser a 109.ª mais populosa do mundo (dado de 2007). Concentrando 39,40% do produto interno bruto (PIB) estadual em 2021, é também a metrópole mais rica do Norte-Nordeste.
Compreende os municípios de Camaçari, Candeias, Dias d'Ávila, Itaparica, Lauro de Freitas, Madre de Deus, Mata de São João, Pojuca, Salvador, São Francisco do Conde, São Sebastião do Passé, Simões Filho e Vera Cruz.
Sua área de influência abrange os estados da Bahia e Sergipe, além de parte dos estados de Alagoas, Pernambuco, Rio Grande do Norte, Maranhão e Piauí.
A Grande Salvador carece de órgãos para coordenação de ações conjuntas e para descentralização. Uma Entidade Metropolitana está sendo criada para gerir toda a região. Salvador e Camaçari são as únicas cidades da Região Metropolitana que podem ter segundo turno no período das eleições, em nenhum dos outros municípios pode haver segundo turno nas eleições municipais, pelo fato delas possuírem menos de 200 mil eleitores.

## Municípios
Originalmente, a RMS era composta por oito municípios, mas após a emancipação de Madre de Deus, distrito de Salvador até 1990, e de Dias d'Ávila, passou a ter dez municípios. Em 17 de dezembro de 2007, foi aprovada pela Assembleia Legislativa da Bahia e sancionada pelo governo estadual em 3 de janeiro de 2008 a lei complementar estadual n.° 30, que inclui Mata de São João e São Sebastião do Passé na RMS. Em 22 de janeiro do ano seguinte, a inclusão de Pojuca foi sancionada pelo governador Jaques Wagner através da lei complementar estadual n.° 32. Abaixo, segue uma tabela comparativa com os dados dos municípios que compõem atualmente a região metropolitana.
| Município              | Legislação  | Área (km²) | População (2024) | IDH (2010) | PIB (em mil reais) (2021) |
| ---------------------- | ----------- | ---------- | ---------------- | ---------- | ------------------------- |
| Salvador               | LCF 14/1973 | 706,799    | 2 568 928        | 0,759      | 62 954 487,49             |
| Camaçari               | LCF 14/1973 | 759,802    | 319 394          | 0,694      | 33 971 705,19             |
| São Francisco do Conde | LCF 14/1973 | 266,631    | 40 932           | 0,674      | 13 086 120,69             |
| Lauro de Freitas       | LCF 14/1973 | 59,905     | 217 960          | 0,754      | 7 322 777,63              |
| Candeias               | LCF 14/1973 | 264,487    | 75 083           | 0,691      | 6 819 267,05              |
| Simões Filho           | LCF 14/1973 | 192,163    | 120 394          | 0,675      | 6 334 358,83              |
| Dias d'Ávila           | LCF 14/1973 | 207,504    | 75 053           | 0,676      | 3 050 432,34              |
| Pojuca                 | LCE 32/2009 | 318,205    | 33 608           | 0,666      | 1 843 464,91              |
| Mata de São João       | LCE 30/2008 | 670,380    | 44 839           | 0,668      | 1 328 755,30              |
| São Sebastião do Passé | LCE 30/2008 | 538,32     | 42 936           | 0,657      | 850 111,25                |
| Vera Cruz              | LCF 14/1973 | 252,759    | 44 978           | 0,645      | 602 735,33                |
| Madre de Deus          | LCF 14/1973 | 11,141     | 19 173           | 0,708      | 515 514,38                |
| Itaparica              | LCF 14/1973 | 115,922    | 20 369           | 0,670      | 246 956,80                |
| Total                  |             | 4 375,123  | 3 623 647        | 0,687      | 138 926 687,20            |

## Geografia
|                                     |  |                               |
| Mapa dos municípios metropolitanos. |  | Imagem de satélite da Região. |

A Grande Salvador, contando com 4 375,123 quilômetros quadrados, possui um extenso litoral e está distribuída entre as áreas do Recôncavo baiano e do Litoral Norte. Com exceção de Dias d'Ávila, Pojuca e São Sebastião do Passé, todos os seus outros municípios têm litoral, fazendo divisa seja com o Oceano Atlântico, como Mata de São João, Camaçari e Lauro de Freitas, ou com a Baía de Todos os Santos, como Itaparica, Candeias, Simões Filho, São Francisco do Conde, Madre de Deus, ou mesmo com os dois, como Salvador e Vera Cruz. Tal localização na costa atlântica também representam um impedimento para a expansão rumo a certas direções.
Envolve ainda várias ilhas e ilhotas, dentre elas se destaca a ilha de Itaparica, a maior de todas. Nela, localizam-se os municípios de Itaparica e Vera Cruz. Além desses acidentes geográficos, destaca-se também a Baía de Aratu, uma baía menor no nordeste da Baía de Todos os Santos.
Em estudo publicado no Cadernos Metrópole em 2007, baseado em dados de 2000 do IBGE, foi definido o conceito de "área perimetropolitana" (APeM) e aplicado a Salvador. Além dos dez municípios que compunham a região metropolitana na época, em seu entorno estão seis municípios que configurariam a área perimetropolitana de Salvador: Jaguaripe, Mata de São João, Salinas da Margarida, Santo Amaro, São Sebastião do Passé e Saubara. No mesmo estudo, detectou-se que Salvador como município-núcleo apresenta maior concentração populacional quando comparado a Belo Horizonte, Rio de Janeiro e São Paulo em relação à população metropolitana, e maior ainda em relação à sua APeM.

### Demografia
A Região Metropolitana de Salvador possui uma população de 3 623 647 habitantes (IBGE, 2024), em uma área territorial de 4 375,123 o que representa uma densidade demográfica de 828,24 habitantes por quilômetro quadrado.
A partir dos dados do censo brasileiro de 2010, o IBGE afirmou, em 2015, que há um fluxo de 130 mil pessoas entre a sede da região metropolitana e outros nove municípios do entorno. Os maiores movimentos são da capital baiana com Lauro de Freitas, Camaçari e com Simões Filho, que estão entre 10 e 40 mil pessoas entre os pares de cidades.
A evolução populacional desse espaço urbano apresentou trajetória crescente na segunda metade do século XX, conforme dados coletados pela Organização das Nações Unidas (ONU) em 2005 e também estimados para 2010 e 2015, exibidos na tabela a seguir.
| 1950 | 1955 | 1960 | 1965 | 1970  | 1975  | 1980  | 1985  | 1990  | 1995  | 2000  | 2005  | 2010  | 2015  |
| ---- | ---- | ---- | ---- | ----- | ----- | ----- | ----- | ----- | ----- | ----- | ----- | ----- | ----- |
| 403  | 520  | 671  | 847  | 1 069 | 1 341 | 1 683 | 1 983 | 2 331 | 2 644 | 2 968 | 3 331 | 3 695 | 3 950 |

A expansão urbana da metrópole de Salvador a partir do centro tradicional (área correspondente ao núcleo metropolitano e seu entorno imediato) se deu, ao longo das décadas, por três vetores principais. O primeiro é o vetor Litoral Norte, continuação do vetor Orla do município de Salvador. Segue em direção ao norte, atravessando a região da costa marítima por Salvador e Lauro de Freitas até alcançar o município de Camaçari. É a área privilegiada da metrópole, com um mercado imobiliário voltado para a população de mais alta renda. O segundo é o vetor Centro-Norte, continuação do vetor Miolo de Salvador. Este vetor segue pelo centro geográfico da região, partindo de Salvador, e passando por Lauro de Freitas, Simões Filho, Camaçari e Dias D'Ávila até chegar ao município de Mata de São João. Começou a ser ocupado na década de 1970, com a construção de conjuntos habitacionais financiados pelo Banco Nacional da Habitação (BNH) para a população de renda média. O terceiro é o chamado vetor "Intermetropolitano", continuação do vetor do Subúrbio Ferroviário da capital. Ele segue pela orla da Baía de Todos-os-Santos no sentido norte, começando em Salvador, e se expandindo pelos municípios de Simões Filho, Candeias, São Francisco do Conde, Madre de Deus e São Sebastião do Passé. É a região mais pobre da área metropolitana de Salvador, concentrando a população de mais baixa renda e apresentando um alto grau de favelização. Há, ainda, o vetor Sul, um quarto vetor de espraiamento da malha urbana da metrópole. Localizado na Ilha de Itaparica, no outro lado da Baía de Todos-os-Santos, a oeste do município de Salvador, este eixo de expansão urbana se estende ao longo de toda a orla da ilha, partindo do município de  Itaparica, e seguindo, no sentido sul, para o município de Vera Cruz. Por estar separado fisicamente do centro tradicional de Salvador pela Baía de Todos-os-Santos, o eixo Sul é o único na metrópole que representa uma expansão indireta da mancha urbana da capital.
Relação entre cor e alfabetização
| Composição étnico-racial                                   | Composição étnico-racial | Composição étnico-racial | Composição étnico-racial | Composição étnico-racial |
| ---------------------------------------------------------- | ------------------------ | ------------------------ | ------------------------ | ------------------------ |
| Cor                                                        |                          |                          | Porcentagem              |                          |
| Pardos                                                     | Pardos                   |                          | 54,9%                    | 54,9%                    |
| Pretos                                                     | Pretos                   |                          | 26%                      | 26%                      |
| Brancos                                                    | Brancos                  |                          | 18,3%                    | 18,3%                    |
| Indígenas ou Amarelos                                      | Indígenas ou Amarelos    |                          | 0,7%                     | 0,7%                     |
| População total de 3 351 569 hab. Dados do IBGE/PNAD 2005. |                          |                          |                          |                          |

| Taxa de analfabetismo segundo a cor | Taxa de analfabetismo segundo a cor | Taxa de analfabetismo segundo a cor | Taxa de analfabetismo segundo a cor | Taxa de analfabetismo segundo a cor |
| ----------------------------------- | ----------------------------------- | ----------------------------------- | ----------------------------------- | ----------------------------------- |
| Cor                                 |                                     |                                     | Porcentagem                         |                                     |
| Total                               | Total                               |                                     | 6,1%                                | 6,1%                                |
| Pretos                              | Pretos                              |                                     | 6,7%                                | 6,7%                                |
| Pardos                              | Pardos                              |                                     | 6,5%                                | 6,5%                                |
| Brancos                             | Brancos                             |                                     | 3,8%                                | 3,8%                                |
| Dados do IBGE/PNAD 2005.            |                                     |                                     |                                     |                                     |

| Taxa de analfabetismo funcional segundo a cor | Taxa de analfabetismo funcional segundo a cor | Taxa de analfabetismo funcional segundo a cor | Taxa de analfabetismo funcional segundo a cor | Taxa de analfabetismo funcional segundo a cor |
| --------------------------------------------- | --------------------------------------------- | --------------------------------------------- | --------------------------------------------- | --------------------------------------------- |
| Cor                                           |                                               |                                               | Porcentagem                                   |                                               |
| Total                                         | Total                                         |                                               | 15,2%                                         | 15,2%                                         |
| Pretos                                        | Pretos                                        |                                               | 17,5%                                         | 17,5%                                         |
| Pardos                                        | Pardos                                        |                                               | 16,2%                                         | 16,2%                                         |
| Brancos                                       | Brancos                                       |                                               | 9,2%                                          | 9,2%                                          |
| Dados do IBGE/PNAD 2005.                      |                                               |                                               |                                               |                                               |

## Economia

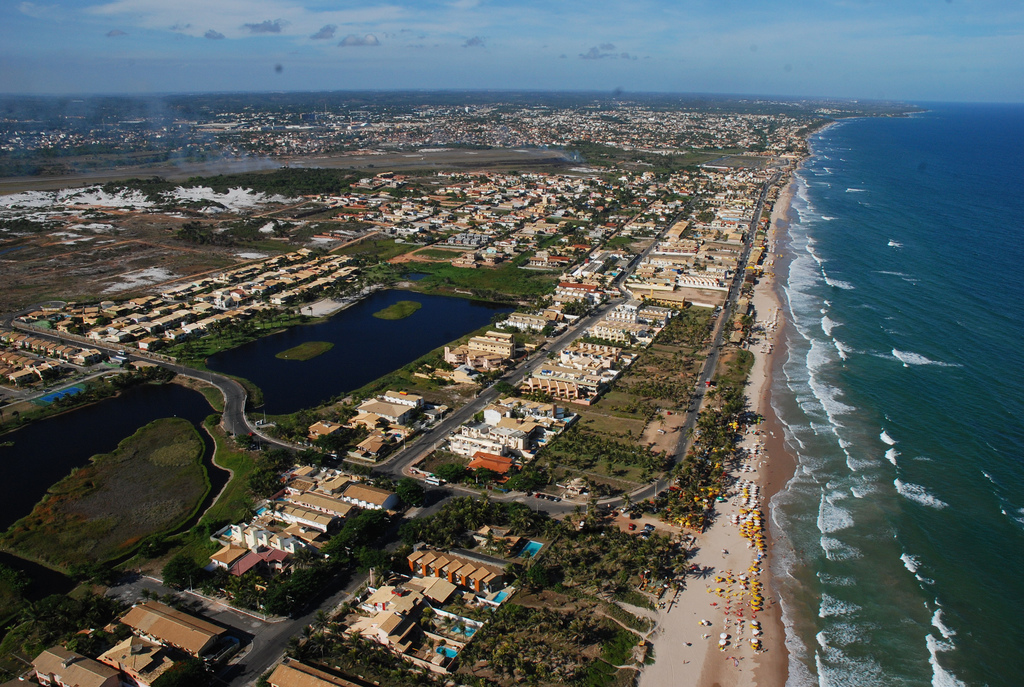
Transição entre as orlas de Salvador e de Lauro de Freitas.

A Região Metropolitana de Salvador concentra um produto interno bruto de 138 926 687,20 reais, constituindo o oitavo maior polo de riqueza nacional, além de um PIB per capita de 34 866,96 reais, segundo dados do IBGE referentes ao ano de 2021. Tais números estão concentrados nas atividades industriais do Polo Petroquímico de Camaçari (PIC), em Camaçari, e do Centro Industrial de Aratu (CIA), entre Simões Filho e Candeias, e nas atividades relacionadas ao turismo e ao comércio. Para o escoamento da produção industrial há o Aeroporto Internacional de Salvador, dois portos (de Salvador e de Aratu, este próximo ao CIA) e duas rodovias principais (BR-324 e BA-099, a primeira liga à Região Metropolitana de Feira de Santana e daí às rodovias federais BR-101 e BR-116).
Destacam-se na região metropolitana algumas organizações e instalações econômico-industriais. A Refinaria Landulpho Alves (RLAM), da Petrobras, em São Francisco do Conde continua a ser a única refinaria no Nordeste brasileiro, já que a refinaria pernambucana ainda está em construção. A Novonor (antiga Organização Odebrecht), sediada na capital baiana, é um conglomerado multinacional com atuação na América, África e Ásia. A Rede Bahia iniciou-se também na construção civil com a Santa Helena Construtora e hoje concentra-se na comunicação e entretenimento com as principais mídias baianas.
No planejamento estadual do turismo, os municípios encontram-se em duas zonas turísticas: a Zona turística da Baía de Todos os Santos e a Zona turística da Costa dos Coqueiros. Ainda na atividade econômica do turismo, destacam-se os equipamentos dos complexos de hotéis da Costa do Sauipe e Praia do Forte, além de outros destinos também localizados ao longo da Estrada do Coco (trecho da BA-099 sob concessão).

### Centro Industrial de Aratu

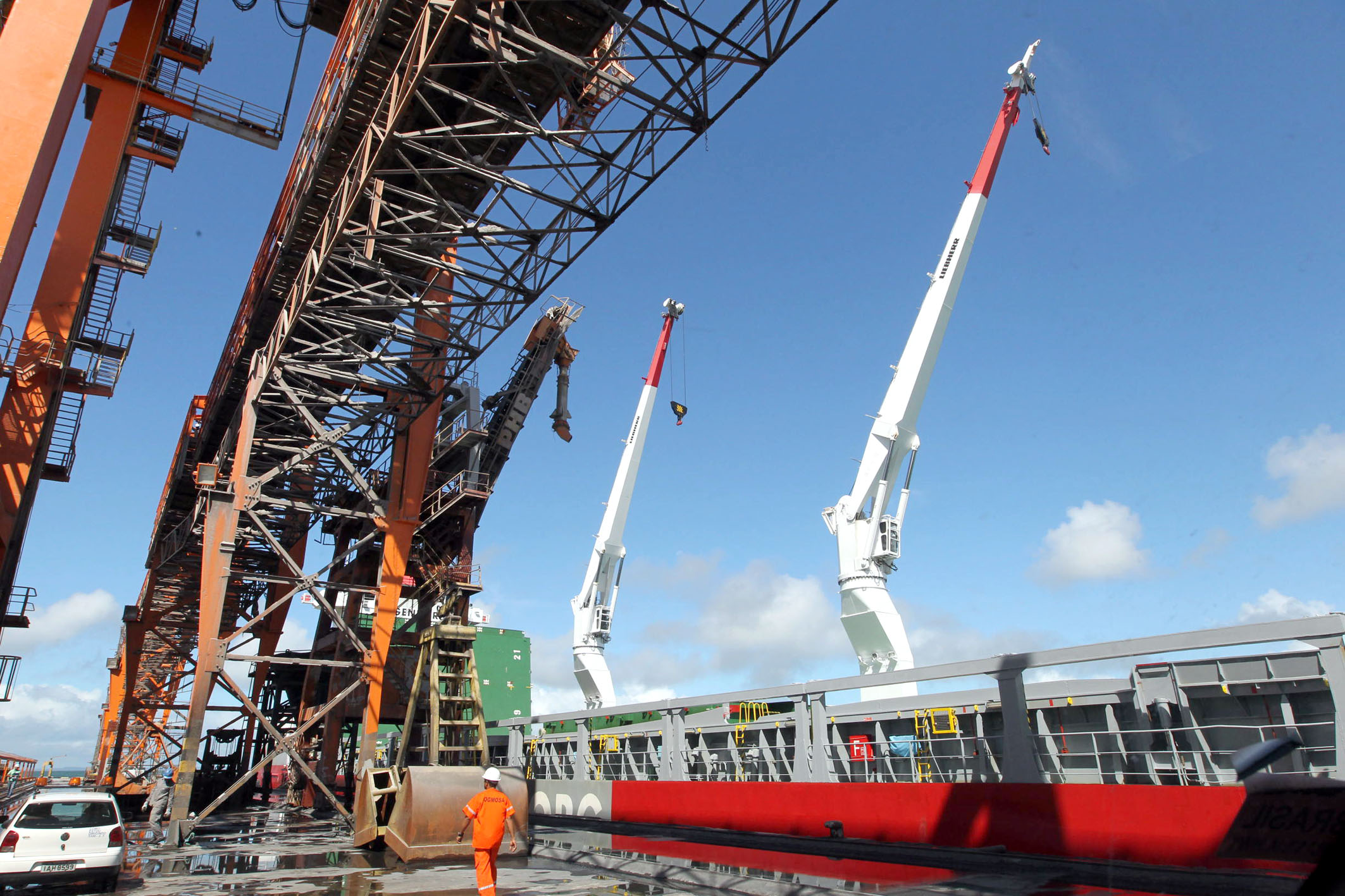
O Porto de Aratu, na Baía de Aratu, em Candeias.

O CIA, atualmente denominada de Superintendência de Desenvolvimento Industrial e Comercial (SUDIC), um parque industrial planejado, ocupa uma vasta área em torno da Baía de Aratu e é o lar de mais de 200 empresas industriais. Esse parque tem localização privilegiada devido ao fácil escoamento pelo Porto de Aratu ou pelas rodovias estaduais do "sistema BA-093" concessionado à Bahia Norte (composto pelas rodovias BA-093, Via Parafuso, CIA-Aeroporto, BA-512, BA-521 e Canal de Tráfego), que ainda conectam ao Aeroporto e à Estrada do Coco, e à RLAM e ao PIC.

### Polo Industrial de Camaçari

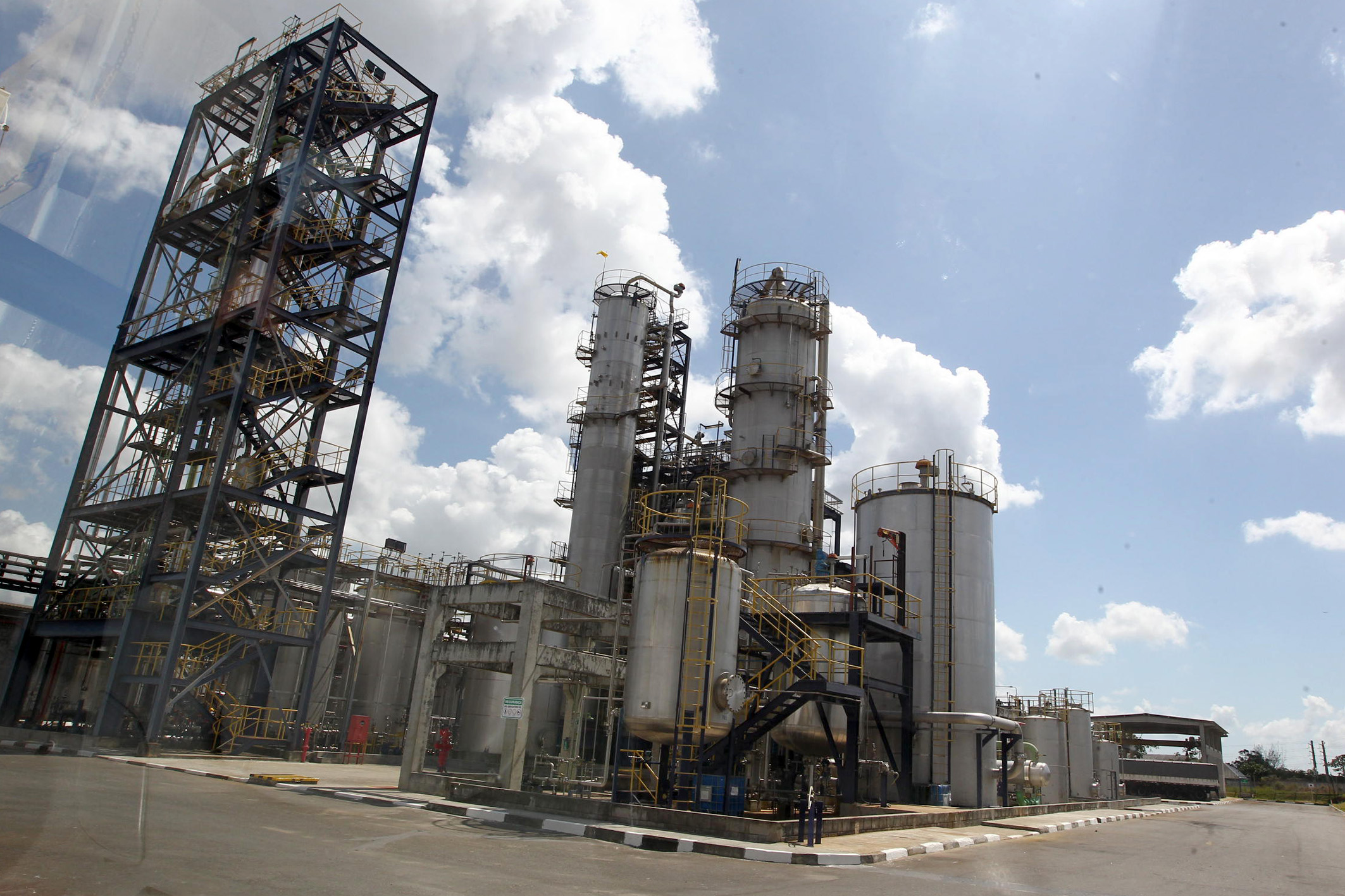
Unidade de Hidrogênio da Peroxy Bahia, dentro do Polo.

Em dezembro de 2001, a Monsanto inaugurou, no Polo Industrial de Camaçari, na região metropolitana de Salvador, a primeira fábrica da empresa projetada para produzir matérias-primas para o herbicida Roundup na América do Sul. O investimento é equivalente a 500 milhões de dólares; 350 milhões de dólares foram gastos em sua fase inicial. A planta de Camaçari, a maior unidade da Monsanto fora dos Estados Unidos, é também a única planta da Monsanto, na fabricação de matérias-primas para a linha de produção de Roundup. A empresa iniciou as obras da nova unidade em janeiro de 2000.
A Ford Motor Company tinha uma fábrica no Polo, atualmente pertence a BYD Auto, para montagem do Ford EcoSport, Ford Fiesta e Ford Fiesta Sedan. Foi a primeira indústria automotiva no Nordeste do Brasil. Em 2009, a indústria contava com 3 376 empregados.
Havia a expectativa da chinesa JAC Motors ter uma fábrica em Camaçari, a qual geraria 3 500 empregos diretos e 10 mil empregos indiretos e produziria cerca de 100 mil veículos por ano.

## Gestão governamental
Em detrimento do Recôncavo baiano, a atenção governamental para a região metropolitana veio em função do contexto socioeconômico marcado pela integração terrestre rodoviária do mercado nacional, exploração do petróleo no Recôncavo Baiano na década de 1950 e, nas duas décadas seguintes, industrialização com o Centro de Aratu e o Polo de Camaçari. Assim, o governo estadual ainda em 1967 criou o Conselho de Desenvolvimento do Recôncavo (CONDER). Em 1970, o CONDER delimitou a área metropolitana de Salvador a partir do Estudo Preliminar do Plano de Desenvolvimento Integrado da Região Metropolitana de Salvador. Nesse mesmo estudo, também foram fixadas diretrizes de planejamento para aquela área metropolitana. Três anos depois, foi instituído o Fundo Especial de Equipamentos da Área Metropolitana do Recôncavo (FEAM) no dia 17 de maio, por meio da lei estadual n.º 3 103.
Em junho de 1973, a lei complementar federal n.º 14 (LCF 14/1973) institucionalizou a Região Metropolitana de Salvador, assim como outras regiões metropolitanas do país. A LCF 14/1973 ainda definiu a forma da gestão metropolitana com dois órgãos, o Conselho Deliberativo e o Conselho Consultivo, especificando competências e sua composição. Pela lei estadual n.º 3 192 de 22 de novembro daquele mesmo ano, o governo estadual renomeou o FEAM para Fundo Especial de Equipamento da Região Metropolitana de Salvador (FEREM) e fez alterações em sua finalidade. No ano seguinte, o Conselho de Desenvolvimento do Recôncavo foi transformado em órgão de gestão metropolitana ao renomeá-lo para Companhia de Desenvolvimento da Região Metropolitana de Salvador (CONDER) e transferir a gestão do FEREM da Secretaria do Planejamento, Ciência e Tecnologia (SEPLANTEC) para a CONDER.
Foi elaborado o plano ainda vigente sobre o desenvolvimento urbano metropolitano, datado do ano de 1982, ou seja, elaborado no período da Ditadura Militar e quando era composta por dez municípios (mais tarde, dois viriam a ser emancipados e outros três incluídos). Nesta mesma década, a Constituição brasileira de 1988 instituiu os municípios como membros da federação brasileira, tal como os estados. A partir da década seguinte as críticas à gestão metropolitana cresceram no Brasil, especialmente no tocante à fragilidade institucional. Nesse sentido, a área de atuação do CONDER foi ampliada para toda o conjunto da política urbana, perdendo o foco metropolitano, tendo sido renomeada novamente, dessa vez para Companhia de Desenvolvimento Urbano do Estado da Bahia (CONDER) em 1998. Além disso, não houve dotação orçamentária para o Fundo Metropolitano, ao menos no período entre 2009 e 2013, como também os conselhos consultivo e deliberativo encontravam-se inoperantes. Entretanto, essa não era uma particularidade, mas algo comum à maioria das regiões metropolitanas brasileiras.
Em resposta às críticas sobre o vazio institucional e a omissão legal, o governo estadual agiu em 2009 e em 2014. Primeiro, atribuiu a política metropolitana a um órgão específico, a Secretaria de Desenvolvimento Urbano do Estado da Bahia (SEDUR). Depois, criou a Entidade Metropolitana da Região Metropolitana de Salvador (EMRMS) por meio da lei complementar estadual n.º 41 de 2014. Todos os municípios se integraram à organização interfederativa, exceto a capital baiana. A Prefeitura de Salvador contestou a instituição, não participando de seu colegiado. E o partido Democratas (DEM), ao qual estava filiado o prefeito da época, questionou no Supremo Tribunal Federal alegando violação da autonomia municipal.
A fim da atualização do planejamento metropolitano, o governo estadual lançou o edital de licitação de plano de desenvolvimento urbano metropolitano no início de dezembro de 2016. Segundo o edital, o vencedor da licitação tem o prazo de 18 meses, a contar a partir da assinatura da ordem de serviço, para concluir o Plano de Desenvolvimento Urbano Integrado da Região Metropolitana de Salvador (PDUI). Coordenado pela SEDUR, esse plano visa nortear propostas e ações públicas na Grande Salvador, especialmente na área da mobilidade urbana. Assim, abrangerá o projeto do Sistema Viário Oeste (SVO), que inclui a Ponte Salvador–Ilha de Itaparica e ações do Plano Urbano Intermunicipal da Ilha de Itaparica (PUI), dos corredores transversais (Linha Azul e Linha Vermelha), do Sistema Metroviário e do VLT Metropolitano, que somam aproximadamente nove bilhões de reais em obras. Para além da área dos transportes urbanos, o PDUI deve fornecer diretrizes comuns aos municípios metropolitanos para o desenvolvimento urbano integrado também nas áreas de habitação, saneamento básico e planejamento e gestão territorial.